# Molophilus iluka
Molophilus iluka là một loài ruồi trong họ Limoniidae. Chúng phân bố ở miền Australasia.